# Oleksiy Arestovytch
Oleksiy Arestovytch (en ukrainien : Олексій Миколайович Арестович), né le 3 août 1975 à Tsiteli-Tskaro en république socialiste soviétique de Géorgie (URSS), est un blogueur, acteur, militaire, psychologue, homme politique ukrainien. Il est agent des renseignements ukrainiens à partir de 2005, pendant une dizaine d'années, et en ressort lieutenant-colonel. 
En 2014, il ouvre sa chaîne Youtube et devient un commentateur connu. En 2018 et 2019, il participe au conflit militaire dans le Donbass. Intégré dans l'équipe de Volodymyr Zelensky à partir de 2019, il devient en 2020 conseiller des questions de communications stratégiques dans le cabinet de la présidence de la République ukrainienne. Il démissionne en 2022 après une faute de communication.

## Biographie
Arestovytch naît à Tsiteli-Tskaro (aujourd'hui Dedoplistskaro) en république socialiste soviétique de Géorgie. Il est d'ascendance biélorusse et polonaise. Il termine en 1992 ses études à l'école n° 178 de Kiev, puis entre à la faculté de biologie de l'université Taras-Chevtchenko de Kiev. Il joue aussi à partir de 1993 au théâtre-atelier de Kiev, Le Carré noir et arrête finalement ses études de biologie. Il étudie également à l'institut d'infanterie militaire d'Odessa, obtenant un diplôme de traducteur,. Il sert de 1994 à 2005 au département du renseignement du ministère de la Défense d'Ukraine et atteint le grade de major,.
Durant les années 1990 et 2000, il continue à se produire sur les planches du théâtre Le Carré noir. Il tourne aussi des publicités et joue de petits rôles dans des séries télévisées comme Le Retour de Moukhtar (Повернення Мухтара), N'aie pas peur, je suis près (Не бійся, я поруч), Frère pour frère-2 (Брат за брата-2)...
A partir de 2002, il organise des séminaires et des entraînements en matière psychologique. En 2003, il commence des études de psychologie comme disciple d'Absalom Podvodni, penseur ésotérique et astrologue
En 2007, il devient coorganisateur d'une compagnie de production de films, Aegis Artist Group.
En 2013, il participe régulièrement à l'émission télévisée Apprenez-nous à vivre sur la chaîne ICTV, en tant que psychologue familial et animateur des émissions,.

### Début de carrière politique
Il entre en 2005 au parti Fraternité (Братство, Bratstvo, en ukrainien), micro-parti d'opposition, et devient le numéro 2 de ce parti présidé par Dmitri Kortchinski,. A cette époque, il est opposé à la révolution orange, et participe aux conférences du « Mouvement eurasien international » d’Alexandre Douguine. Oleksiy Arestovytch n'est pas d'origine ukrainienne mais russe, polonaise et biélorusse. 
Dmitri Kortchinski et Oleksiy Arestovytch lancent au début de l'année 2009 une initiative populaire intitulée « Débarrassez-vous de tous » (Геть усіх) dont le but est de forcer le pouvoir à résoudre les problèmes des petites et moyennes entreprises et du transport routier.
En 2005, il est recruté comme agent au sein du contre-espionnage ukrainien (SBU), pour lequel il travaillera une dizaine d'années. Il en ressort avec le grade de lieutenant-colonel.
En juillet 2009, il est nommé directeur adjoint de l'administration de district du conseil municipal d'Odessa, et démissionne de son poste trois mois plus tard.

### Activités après 2014
Après la révolution ukrainienne de 2014, il commence à apparaître comme expert militaire dans les différents médias ukrainiens et participe à des entretiens sur des sujets politico-militaires à la télévision, ainsi que dans des journaux, sur des radios et des sites Internet du pays. Il publie aussi régulièrement ses analyses sur Facebook et lance sa chaîne YouTube,.
Il s'engage en 2014 comme volontaire dans la guerre du Donbass, s'investissant en particulier dans la préparation de formations militaires dans le cadre du programme « Le réserviste populaire », notamment des formations à des opérations psychologiques concernant le théâtre militaire du Donbass (2014-2017).
De septembre 2018 à septembre 2019, il est engagé dans le conflit militaire : il combat dans le Donbass. Il sert près de Kramatorsk où se trouve le quartier général des forces de l'est de l'Ukraine, dans la 72e brigade mécanisée, en tant qu'agent de renseignement.
D'après Le Monde, il est recruté au sein de l'équipe de Volodymyr Zelensky en 2019. En 2008, il avait prédit l'annexion de la Crimée par la Russie, et en mars 2019, il prédit également une « guerre à grande échelle » entre la Russie et l’Ukraine pour 2022.
Le 1er décembre 2020, le directeur de cabinet de la présidence de la République, Andreï Yermak, le nomme conseiller des questions de communications stratégiques dans le domaine de la sécurité nationale et de l'armement,.
Blogueur particulièrement suivi sur Internet en Ukraine, il compte plus d'un million d'abonnés sur Facebook et YouTube. Après le début de l'invasion de l'Ukraine par la Russie en 2022, il est chargé de la propagande militaire à destination de la population ukrainienne. Il est conseiller bénévole du président Volodymyr Zelensky et commente quotidiennement l'actualité militaire à la télévision publique et sur les réseaux sociaux. Il se charge de remonter le moral de la population ukrainienne,,. Il est décrit comme étant très populaire, attirant des millions de spectateurs,,, ancien psychologue, « idéologue expérimenté », sachant s'adresser aux Ukrainiens qui ont vécu sous l'influence et les narratifs soviétiques, et prédisant l'effondrement prochain des armées russes et du régime de Vladimir Poutine. Selon Le Journal de Montréal, sa crédibilité aurait décliné après des prédictions trop optimistes. Il déclarait notamment au début de la guerre que celle-ci ne durerait que deux ou trois semaines.
En août 2022, Arestovytch annonce qu'il envisagerait une candidature à la prochaine élection pour la présidence de l'Ukraine si Volodymyr Zelensky ne se présentait pas pour un second mandat,.
Depuis 2022, le site Myrotvorets, qui liste nommément, parfois avec leurs adresses, des personnes considérées comme ennemies de la nation ukrainienne (plusieurs d'entre elles ont d'ailleurs été assassinées, comme le journaliste ukrainien Oles Bouzina) a ajouté son nom à sa liste,.

### Démission et licenciement
Le 14 janvier 2023, Arestovytch déclare que l'explosion qui a suivi la frappe aérienne du 14 janvier 2023 à Dnipro et a détruit un immeuble résidentiel de plusieurs étages, tuant plus de 40 personnes avait été causée par une contre-attaque de la défense aérienne ukrainienne. Il s'en excuse le lendemain, mais retire ensuite ses excuses quelques heures plus tard. La position officielle ukrainienne est qu'il s'agit d'un missile anti-navire Kh-22 tiré par la Russie qui a frappé le bâtiment. Les personnes qui vivaient dans l'immeuble rejettent également la version des événements d'Arestovytch. 
Le 16 janvier 2023, le secrétaire de presse du président russe Vladimir Poutine et porte-parole de la fédération de Russie, Dmitri Peskov réfute l'implication russe dans le bombardement et se réfère aux explications d'Arestovytch du 14 janvier sur ce qui s'est passé à Dnipro. Le même jour, divers députés ukrainiens préparent un appel collectif au Service de sécurité d'Ukraine (SBU) concernant les déclarations d'Arestovytch du 14 janvier. Du fait de l'indignation concernant ses commentaires, ce dernier présente sa démission le 17 janvier 2023,. Le Bureau du président de l'Ukraine accède à sa demande le jour même.

## Vie privée
Il se marie une première fois et a une fille, puis divorce. Il se marie en secondes noces en 2015 avec Anastasia Gribanova, directrice du développement dans une maison d'édition, dont il a un fils[réf. nécessaire].